# Список стругов Российского флота

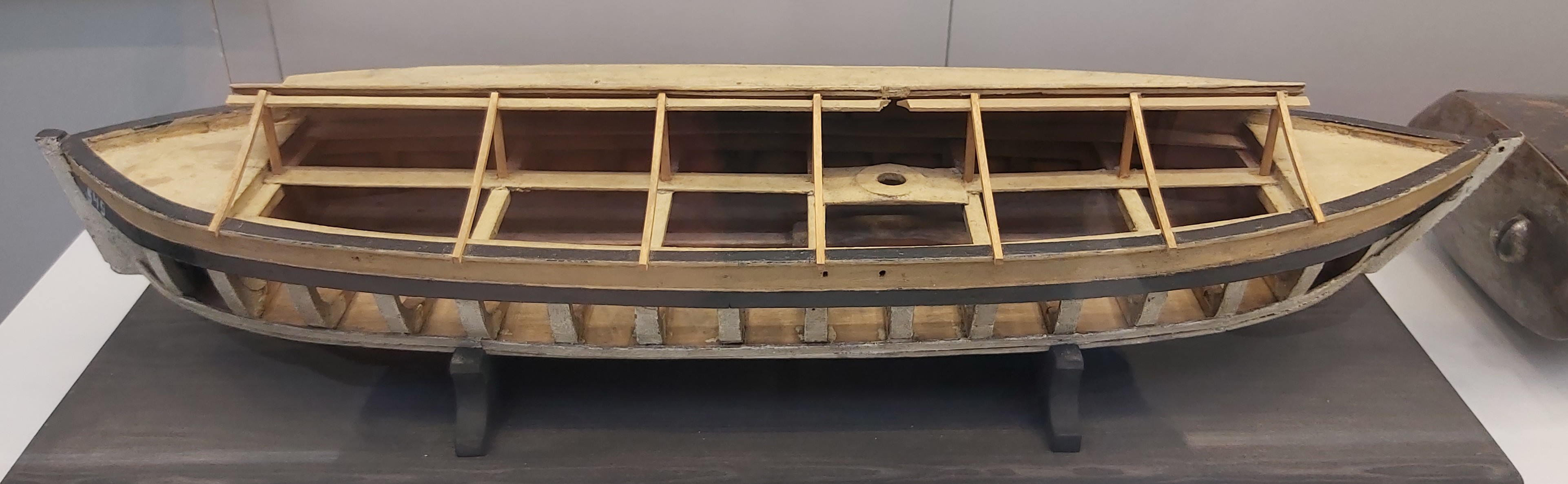
Модель грузового струга из коллекции ЦВММ

В список включены струги, состоявшие на вооружении Российского флота, начиная с периода его становления при Петре I.
Струги представляли собой парусно-гребные плоскодонные суда, предназначавшиеся для грузовых и пассажирских перевозок по рекам и в прибрежных районах. Для речных судов струги отличались достаточно большими размерами, их длина могла достигать 45—47 метров, а ширина — 10 метров. Обычно эти суда оснащались одной мачтой, 10—12 парами вёсел и имели полностью наборную конструкцию корпуса. Для перевозки пассажиров на стругах устраивались специальные каюты, называемые «чердаками», а для защиты перевозимых грузов суда могли оборудоваться лубяными кровлями.
Струги строились славянскими народами начиная с VI века. При создании Петром I военно-морского флота суда этого типа в большом количестве применялись во время азовских походов, при осаде Нарвы и Орешка, использовались преимущественно для перевозки войск, техники и провианта. Все эти суда были плоскодонными, с отвесными бортами и заострёнными оконечностями. Струги строились на разных верфях, разными мастерами и по различным проектам, в связи с чем их конструкции сильно разнились, так, например, их длина могла быть от 21 до 47 метров, ширина от 4,3 до 8,6 метров, многие из них оснащались лубяными крышами для защиты грузов, а на части стругов были устроены «чердаки». Дальнейшего развития и распространения в составе флота струги не получили и были заменены судами иностранных образцов.

## Легенда
Список судов разбит на разделы по флотам и флотилиям, отдельно представлен раздел для стругов, не входивших в состав ни одного из флотов или флотилий, внутри разделов суда представлены в порядке очерёдности включения их в состав флота. Ссылки на источники информации для каждой строки таблицы списка и комментариев, приведённых к соответствующим строкам, сгруппированы и располагаются в столбце Примечания
- Наименование — имя судна, в случае если оно не сохранилось, указывается количество однотипных судов.
- Размер — длина и ширина судна в метрах.
- Верфь — место постройки судна.
- Годы строительства — годы, в течение которых струги были построены и спущены на воду.
- История службы — основные места, даты и события.
- н/д — нет данных.

Сортировка может проводиться по любому из выбранных столбцов таблиц, кроме столбцов История службы и Примечания.

## Струги Азовского флота
В разделе приведены струги, входившие в состав Азовского флота.
| Количество судов | Верфь                | Годы строительства | История службы                                                        | Прим. |
| ---------------- | -------------------- | ------------------ | --------------------------------------------------------------------- | ----- |
| 27 стругов       | Преображенская верфь | 1695               | Принимали участие в первом Азовском походе 1695 года.                 | [ 1 ] |
| 712 стругов      | Воронежская верфь    | 1694—1696          | Принимали участие в первом и втором Азовских походах 1695—1696 годов. | [ 1 ] |
| 967 стругов      | Козловская верфь     | 1694—1698          | Принимали участие в первом и втором Азовских походах 1695—1696 годов. | [ 1 ] |
| 744 струга       | Сокольская верфь     | 1694—1698          | Принимали участие в первом и втором Азовских походах 1695—1696 годов. | [ 1 ] |
| 565 струга       | Добройская верфь     | 1694—1698          | Принимали участие в первом и втором Азовских походах 1695—1696 годов. | [ 1 ] |
| 30 стругов       | Пятиизбенская верфь  | 1695—1696          | Принимали участие во втором Азовском походе 1696 года.                | [ 1 ] |
| 30 стругов       | Ринановская верфь    | 1695—1696          | Принимали участие во втором Азовском походе 1696 года.                | [ 1 ] |
| 30 стругов       | Савицкая верфь       | 1695—1696          | Принимали участие во втором Азовском походе 1696 года.                | [ 1 ] |

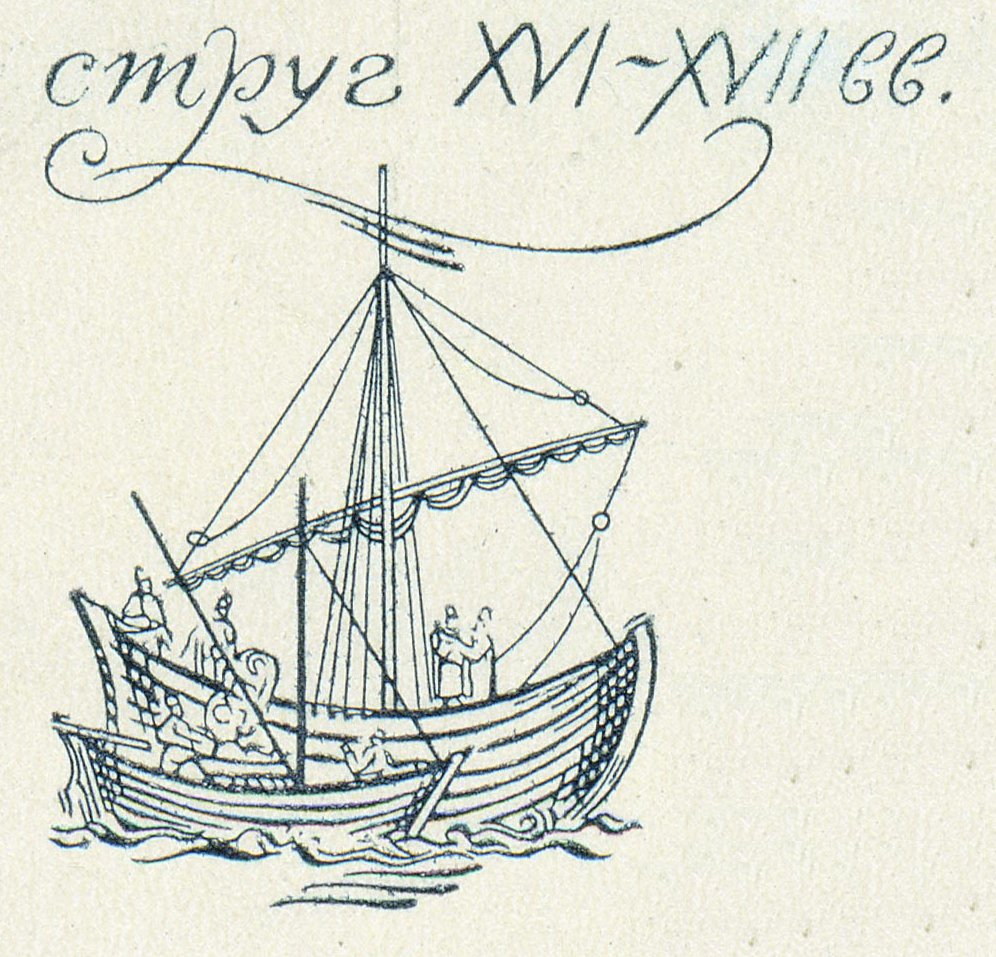
Струг XVI—XVII веков

## Струги Балтийского флота
В разделе приведены струги, входившие в состав Балтийского флота.
| Количество судов  | Верфь              | Годы строительства | История службы                                                                       | Прим. |
| ----------------- | ------------------ | ------------------ | ------------------------------------------------------------------------------------ | ----- |
| около 600 стругов | Лужская верфь      | 1701—1703          | Принимали участие в Северной войне, в том числе в осаде крепости Нарва в 1704 году.  | [ 2 ] |
| 182 струга        | Новгородская верфь | 1702—1703          | Принимали участие в Северной войне, в том числе в осаде крепости Орешек в 1702 году. | [ 1 ] |

## Днепровская флотилия
В разделе приведены струги, входившие в состав Днепровской флотилии.
| Количество судов              | Размеры     | Верфь          | Годы строительства | История службы | Прим.       |
| ----------------------------- | ----------- | -------------- | ------------------ | --- | ----------- |
| 42 больших струга             | 21,34       | Брянская верфь | 1696               | С 23 апреля (3 мая) по 23 июня (3 июля) 1696 года перешли с верфи к Киеву. 1 (11) августа 1696 года перешли к Таванску. Позже в составе отряда кошевого атамана Якова Мороза принимали участие в неудачной атаке на 5 больших турецких галер. После встречи у Очакова турецкого флота в полном составе, атаман принял решение об уничтожении всех судов отряда. | [ 3 ] [ 4 ] |
| 46 малых стругов или стружков | 13,87—10,67 | Брянская верфь | 1696               | С 23 апреля (3 мая) по 23 июня (3 июля) 1696 года перешли с верфи к Киеву. 1 (11) августа 1696 года перешли к Таванску. Позже в составе отряда кошевого атамана Якова Мороза принимали участие в неудачной атаке на 5 больших турецких галер. После встречи у Очакова турецкого флота в полном составе, атаман принял решение об уничтожении всех судов отряда. | [ 3 ] [ 4 ] |

## Прочие струги
В разделе приведены струги, о вхождении в состав флотов или флотилий которых сведений не сохранилось.
| Количество судов   | Размеры | Осадка | Годы строительства | История службы                                                           | Прим. |
| ------------------ | ------- | ------ | ------------------ | ------------------------------------------------------------------------ | ----- |
| 30 больших стругов | 24 x 8  | 1,4    | 1696               | Были построены по приказу Петра I для участия во втором Азовском походе. | [ 5 ] |

## Государев струг
В разделе приведён так называемый «государев струг». В связи с постройкой специально для перевозки царской семьи, на судне были устроены несколько богато отделенных «чердаков». Струг был оборудован одной мачтой и 9 банками, т. е. имел 18 пар вёсел. 
| Наименование | Размеры  | Верфь       | Годы строительства | История службы | Прим.             |
| ------------ | -------- | ----------- | ------------------ | --- | ----------------- |
| Москворецкий | 42 х 6,6 | река Москва | 1722               | 15 (26) мая 1722 года струг с императором Петром I и его свитой на борту вышел в плавание по Москве реке, затем по Оке и Волге к 19 (30) июня дошёл до Астрахани, посетив по пути Нижний Новгород, Казань, Симбирск, Самару, Саратов и Царицын. После плавания «государев струг» некоторое время хранился в астраханском кремле, после чего сведения о нём теряются. | [ 6 ] [ 7 ] [ 8 ] |

### Комментарии
1. ↑  Наиболее распространенной длиной была 34—38 метров.
2. 1 2  Указана длина судна.
3. ↑  По другим данным 50.
4. ↑  Точное местоположение не установлено.